# 東京コレクション

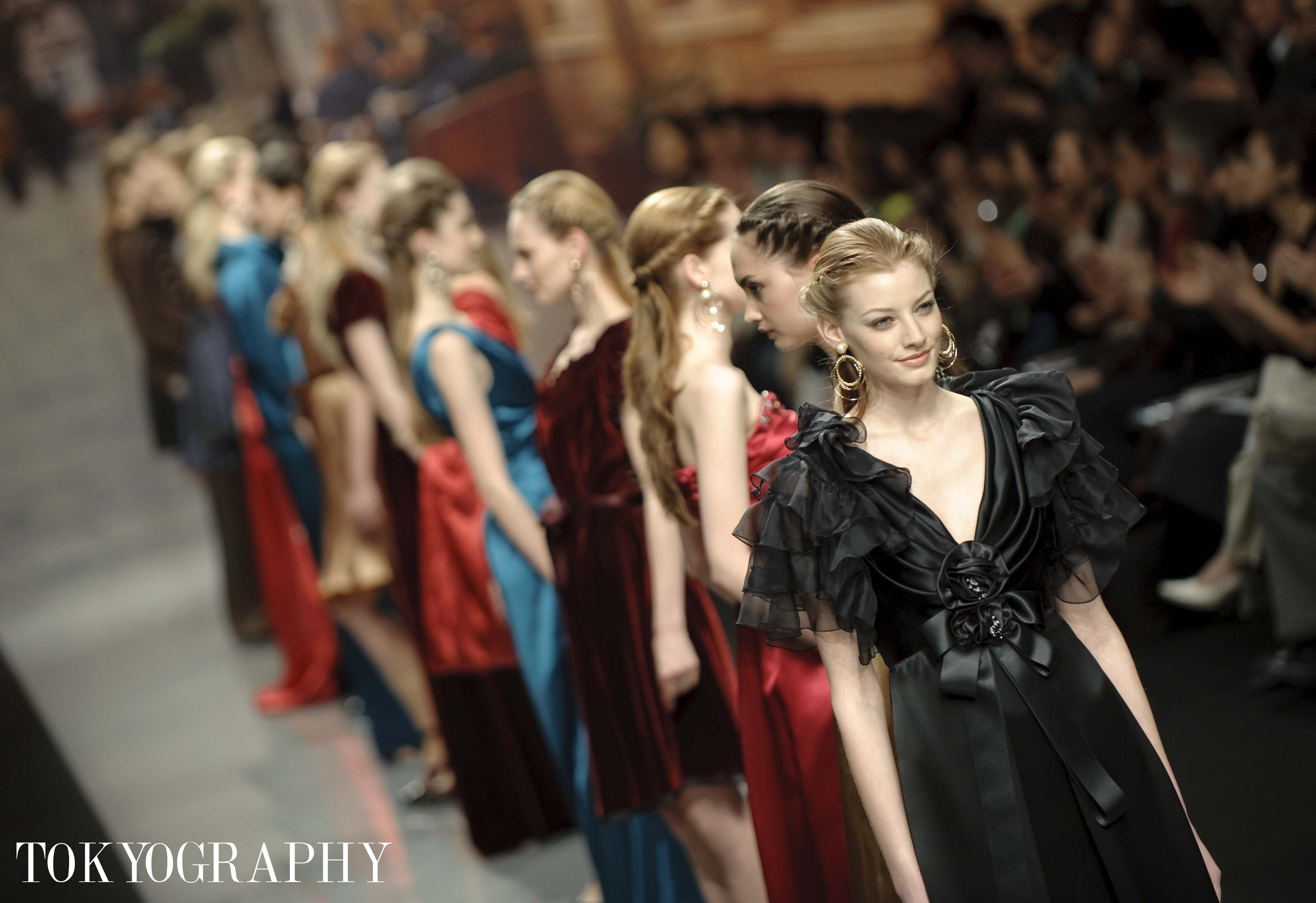
ファッションショーでランウェイを歩くモデル

東京コレクション（とうきょうコレクション）は、プレタポルテ（高級既製服）ブランドが新作を発表する場として東京で年に2回開催されるファッションショー（コレクション）。

## 概要
毎年春と秋の2回、4月と11月に開催される。年2回のファッション・イベント全体を「コレクション」と呼ぶのは日本だけであり、世界的にはファッション・ウィーク（Fashion week）と称するので、東京コレクションも英語名は"Japan Fashion Week（in Tokyo）"である。
2006年には「東京発 日本ファッション・ウィーク」（通称「東京ファッション・ウィーク」、略称：JFW）という総合ファッションイベントの中核として生まれ変わった。近年ではCFD東京コレクション、若者中心のブランドを扱う東京ガールズコレクションなども開催され、ファッション・ショー業界も多様化されてきている。2011年7月から2016年3月まではメルセデス・ベンツが、2017年から2019年3月まではアマゾンジャパンが冠スポンサーを務めた。そして2019年8月からは楽天がスポンサー契約を締結し、2019年10月に開催された2020年春夏シーズンからイベントの名称は「Rakuten Fashion Week TOKYO」になった。
2020年3月2日、新型コロナウイルスの感染拡大を受け、2020年秋冬の新作を発表する「Rakuten Fashion Week TOKYO 2020 A/W」の中止が発表された。

## 歴史
- 1974年 - 現在の東京コレクションの礎となるTOP DESIGNER 6（TD6）が金子功、菊池武夫、コシノジュンコ、花井幸子、松田光弘、山本寛斎の6人により結成され、ショーを開催する。その後、コシノヒロコ、吉田ひろみ、川久保玲、山本耀司が加入。
- 1983年 - 東京コレクションが解散[2]。
- 1985年4月 - 読売新聞社が「東京プレタポルテ・コレクション」を主催[3]。
- 1985年7月8日 - 三宅一生が代表幹事を務め、川久保玲、松田光弘、森英恵、山本寛斎、山本耀司の5人が幹事に就任する形で発起人となり東京ファッションデザイナー協議会（CFD）結成。
その後、太田伸之が事務局長に就任。大出一博（SUNデザイン研究所）、小池一子（Kitchen）、原由美子（スタイリスト）、久田尚子（文化出版局）、三島彰（現代構造研究所）のアドバイザー5人が加わる形で始動[3]。
- 1985年11月5日 - 東京ファッションデザイナー協議会が運営し[4]、第1回目となる1986年春夏コレクションを開催[3]。
- 1988年 - 1988年秋冬コレクションから東京コレクションという名称を使用する[3]。
- 2005年 - 10月より「東京発 日本ファッション・ウィーク（JFW in Tokyo）」が立ち上がり、主催および運営が日本ファッションウィーク実行委員会、ファッション戦略会議事務局となる[3]。
- 2010年 - 7月よりIMGと「東京コレクション・ウイーク」に対するスポンサーシップ販売代理店契約を締結[5]。
- 2011年 - 7月からメルセデスベンツが冠スポンサーとなり「メルセデス・ベンツ ファッション・ウィーク東京」として運営[6]。
- 2016年 - 7月からAmazonが冠スポンサーとなり「アマゾン ファッション ウィーク東京」として運営[7]。
- 2019年 - 楽天が冠スポンサーとなり「楽天 ファッション ウィーク東京」として運営されることが発表された[8]。